# Aiko Miyamura
Aiko Miyamura (jap. 宮村 愛子, Miyamura Aiko; * 11. August 1971 in der Präfektur Kumamoto) ist eine japanische Badmintonspielerin.

## Karriere
Aiko Miyamura nahm 1996 im Damendoppel an Olympia teil. Sie verlor dabei mit ihrer Schwester Akiko Miyamura gleich in Runde eins und wurde somit 17. in der Endabrechnung. In der Saison 1987/1988 hatte Aiko Miyamura bereits erstmals für Aufsehen gesorgt, als sie zwei Titel bei den Deutschen Internationalen Juniorenmeisterschaften gewinnen konnte. 1989 und 1992 wurde sie japanische Meisterin im Dameneinzel.

## Sportliche Erfolge
| Saison | Veranstaltung                | Disziplin   | Platz | Name                           |
| ------ | ---------------------------- | ----------- | ----- | ------------------------------ |
| 1988   | German Juniors               | Dameneinzel | 1     | Aiko Miyamura                  |
| 1988   | German Juniors               | Damendoppel | 1     | Aiko Miyamura / Hisako Mizui   |
| 1988   | Dutch Juniors                | Dameneinzel | 1     | Aiko Miyamura                  |
| 1989   | Japan: Einzelmeisterschaften | Dameneinzel | 1     | Aiko Miyamura                  |
| 1992   | Japan: Einzelmeisterschaften | Dameneinzel | 1     | Aiko Miyamura                  |
| 1996   | Olympia                      | Damendoppel | 17    | Aiko Miyamura / Akiko Miyamura |